# 紀元通考
《纪元通考》，是清朝嘉庆十九年甲戌科进士葉維庚所编写。收录了自汉武帝到清代前期的各政权年号，十二卷。张之洞在《书目答问》中称记载年号的书里数李兆洛的《纪元编》最方便查阅，而葉維庚的《纪元通考》最详细。